# Георгіос Каратзаферіс
Георгіос Каратзаферіс (грец. Γεώργιος Καρατζαφέρης, 11 серпня 1947, Триполі, Греція) — грецький політик, лідер партії Народний православний заклик.

## Біографія
Народився у місті Триполі. Випускник журналістського факультету Лондонської школи журналістики (англ. London School of Journalism). Розвивав підприємницьку діяльність в області грецьких ЗМІ та реклами. У 1977 він заснував R.TV.P.R. AE, а 1983 року він створив журнал TV Press Video Review. Власник місцевого телеканалу TELECITY. На початку 1980-х він також був оглядачем Nea Poreia, офіційного видання політичної організації, до якої він належав і був депутатом. Він також писав статті для щоденних газет, включаючи Eleftheros, Apogevmatini та Eleftheros Typos.
У 1993 році вперше був обраний депутатом Грецького парламенту від партії «Нова демократія». У 2000 році був виключений з лав партії та в тому ж році заснував партію Л. А.О. С.
У 2004 році вперше був обраний до Європейського парламенту, і вже на виборах у 2007 році його партія набрала 3,80 % голосів виборців і зайняла 10 місць в парламенті. На парламентських виборах 2009 року Народний православний заклик набрало 5.6 % голосів виборців, що відповідно дозволило отримати 15 депутатських мандатів.
Георгіос Каратзаферіс неодноразово обвинувачувався у крайніх правих поглядах, ксенофобії та шовінізмі. Часто він робить провокаційні звернення та інтерв'ю для ЗМІ. Зокрема в червні 2010 року Георгіос Каратзаферіс оголосив про намір LAOS припинити участь у роботі парламентської слідчої групи у корупційній справі із компанією Siemens в Греції, оскільки деякі його члени намагаються приховати певні факти.
Георгіос Каратзаферіс одружений, має одного сина.